# Cuatrirreactor

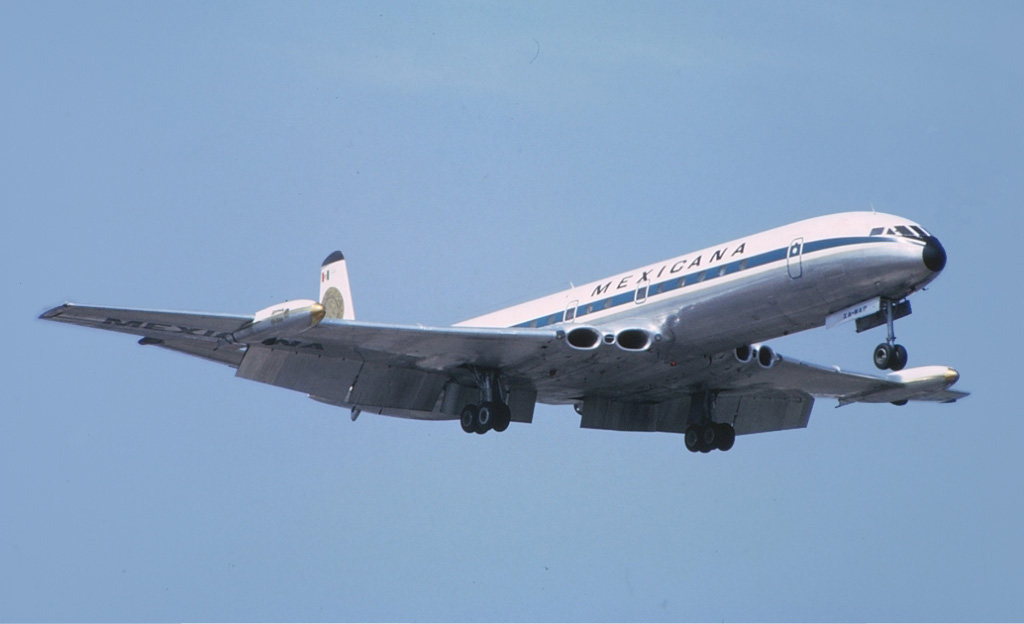
El de Havilland Comet, el primer avión comercial a reacción, utilizaba cuatro motores a reacción.

Un avión a reacción de cuatro motores, a veces llamado cuatrimotor (o quadjet en inglés), es una aeronave a reacción propulsada por cuatro motores a reacción. La presencia de cuatro motores proporciona mayor potencia y redundancia, lo que permite el uso de estos aviones como aviones comerciales, aviones de carga y aeronaves militares. Muchos de los primeros aviones comerciales a reacción diseñados específicamente tenían cuatro motores, entre ellos destaca el de Havilland Comet, el primer avión comercial a reacción del mundo. En las décadas siguientes a su introducción, su uso ha disminuido gradualmente debido a diversos factores, como la aprobación de aviones bimotores para volar más lejos de aeropuertos alternativos gracias al aumento de la fiabilidad, y un mayor énfasis en la eficiencia de combustible.

## Diseño

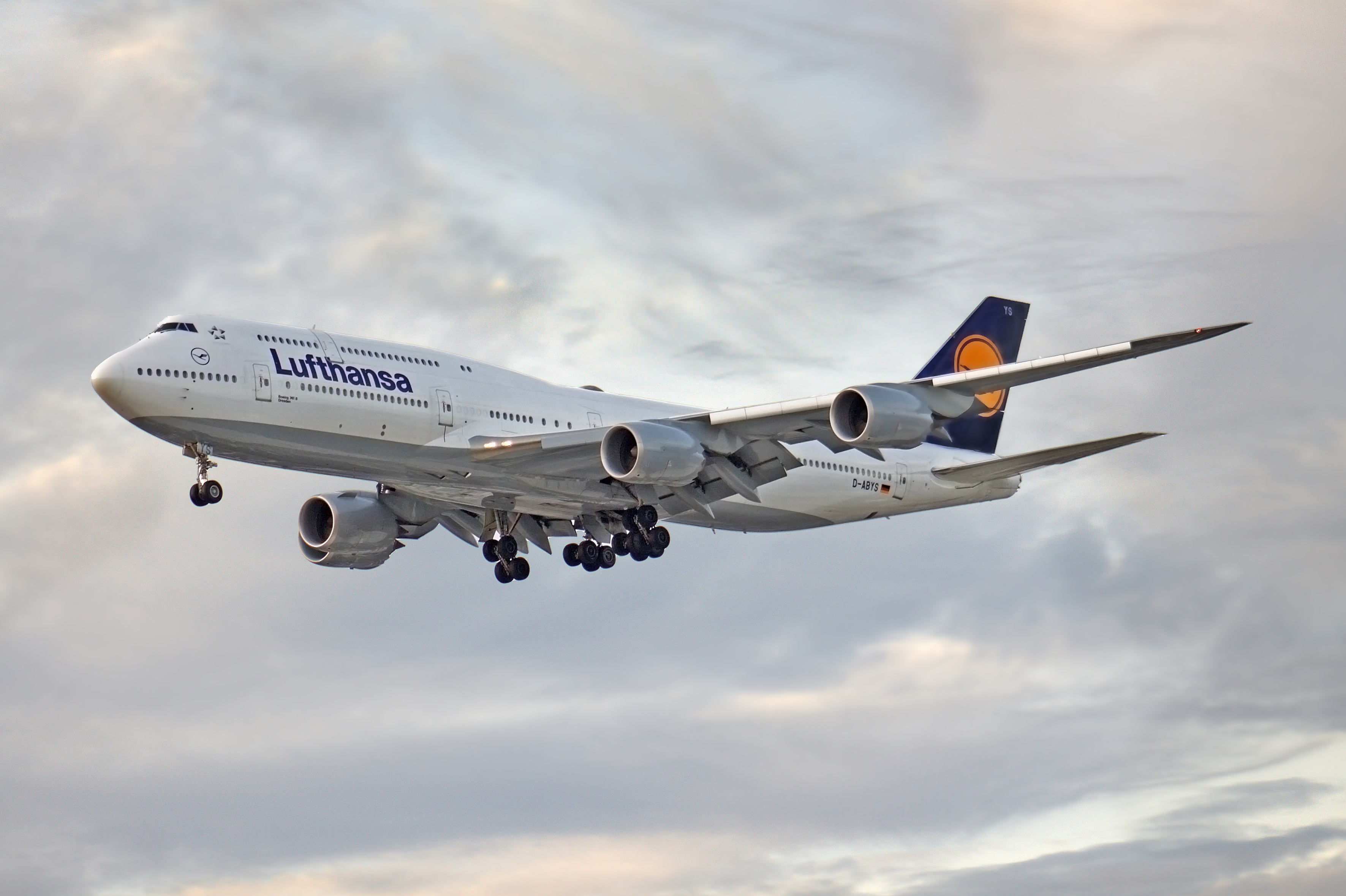
Motores en góndolas montados bajo las alas de un Boeing 747-8I.

### Motores en góndolas
Los motores de un avión de cuatro motores se encuentran comúnmente en góndolas colgando de pilones bajo las alas. Esto puede observarse en el Airbus A340, Airbus A380 y Boeing 747. Muchos aviones militares de transporte aéreo también emplean este diseño, incluyendo el Antonov An-124, el Boeing C-17 Globemaster y el Lockheed C-5 Galaxy. En esta ubicación, los motores pueden actuar como una carga aliviadora y reducir el peso estructural del ala en un 15%. También están en una posición más accesible para mantenimiento o reemplazo. Sin embargo, sus desventajas incluyen un mayor riesgo de ingestión de objetos extraños debido a su menor distancia al suelo, y un mayor momento de guiñada en caso de falla de motor a reacción. El avión supersónico Concorde tenía sus motores montados en góndolas rectangulares conformadas al intradós del ala, sin pilones. La omisión de pilones reduce la resistencia aerodinámica y elimina el riesgo de sobreesfuerzo estructural.

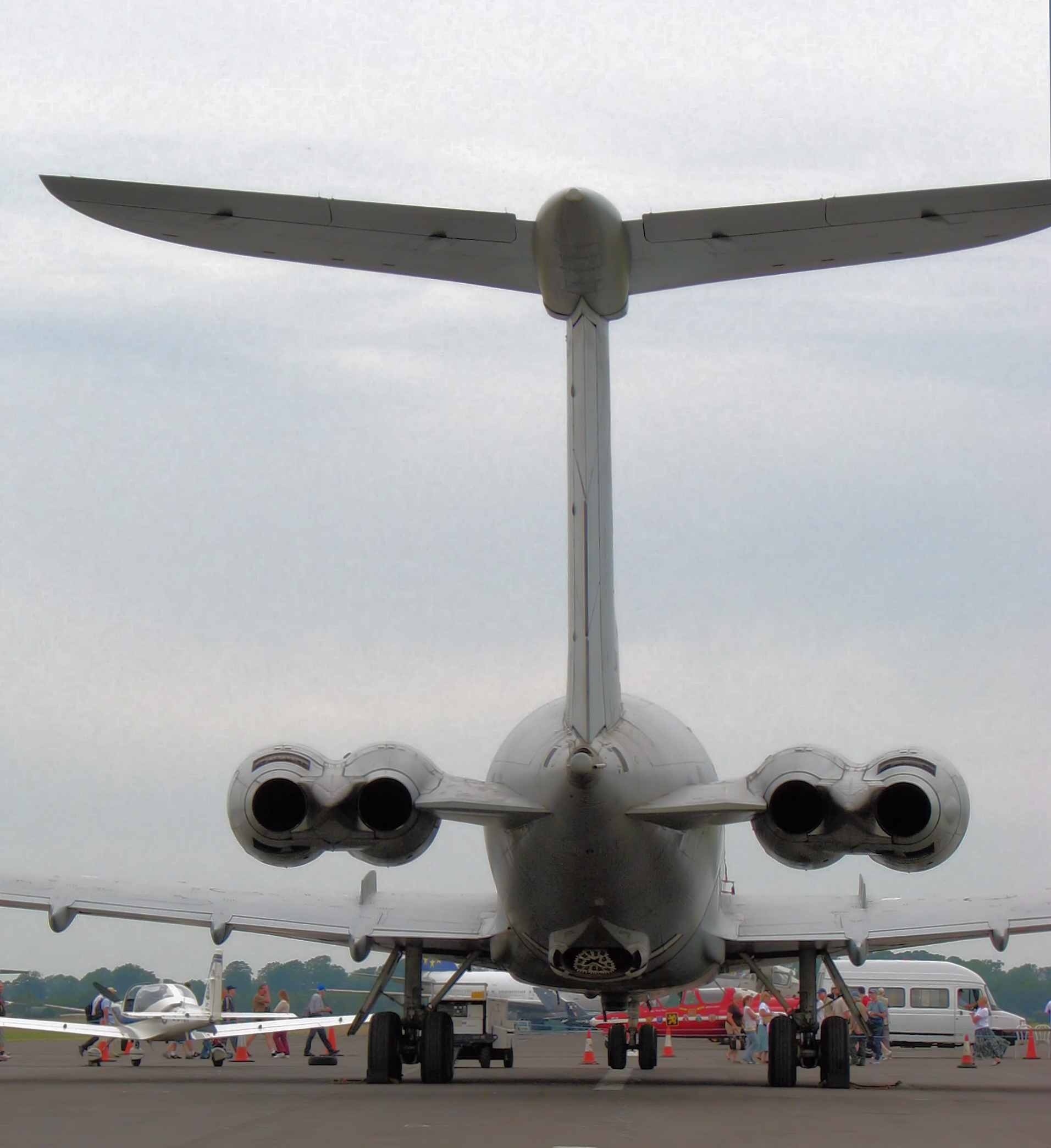
Vista trasera de un Vickers VC10, mostrando sus cuatro motores en góndolas montadas en la parte trasera del fuselaje

Los cuatro motores en góndolas también pueden estar montados en la parte trasera del fuselaje, lo que requiere un estabilizador en T. Esto reduce el ruido en la cabina y libera más espacio en las alas para dispositivos hipersustentadores y almacenamiento de combustible. Además, el flujo de aire sobre las alas no se ve perturbado por la ausencia de pilones. Sin embargo, los motores traseros desplazan el centro de gravedad hacia atrás y se encuentran más alejados del suministro de combustible. El Ilyushin Il-62 y el Vickers VC10 presentan sus cuatro motores montados en esta configuración.

### Motores empotrados

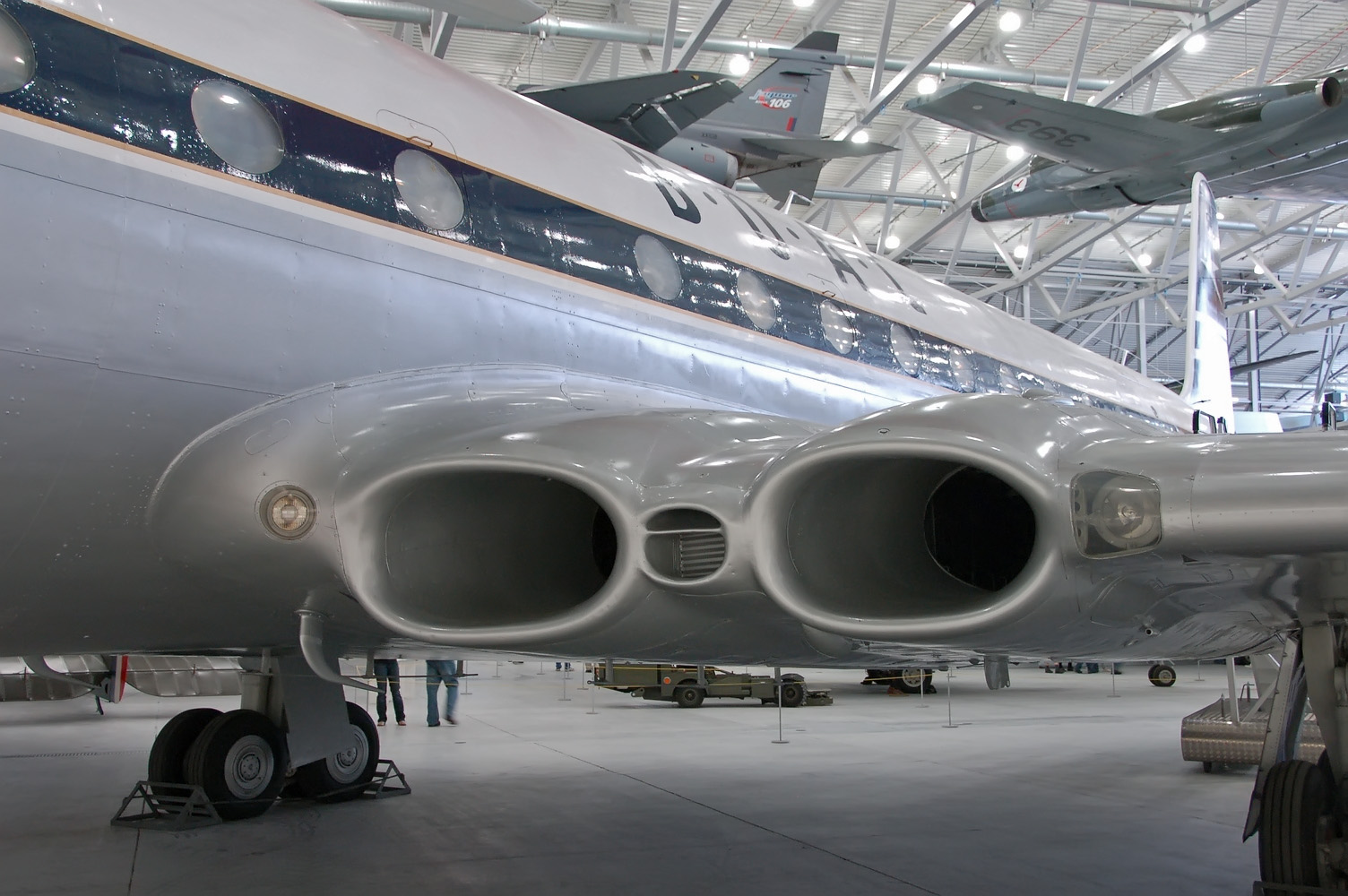
Entradas de aire hacia los motores empotrados de un de Havilland Comet 4

Los aviones a reacción también pueden diseñarse con los motores empotrados dentro de la estructura del avión. El de Havilland Comet incorporaba cuatro turborreactores empotrados en la raíz del ala, la ubicación más común para los motores empotrados. Este diseño reduce tanto la resistencia aerodinámica como el riesgo de ingestión de objetos extraños, pero dificulta el mantenimiento y complica la estructura del ala. El Northrop Grumman B-2 Spirit, un bombardero estratégico furtivo, tiene sus cuatro turbofánes empotrados dentro del ala (como es un ala volante, el ala constituye el componente estructural principal). Esto reduce la firma térmica de los motores al ocultar los ventiladores y minimizar la firma del escape.

### Otros
El Hawker Siddeley Trident 3B no solo posee dos motores en góndolas externas en la parte trasera del fuselaje, sino que también cuenta con otros dos motores montados verticalmente en la cola. La aeronave fue diseñada originalmente como un trirreactor, pero el Trident 3B añadió un cuarto motor debido a la necesidad de potencia adicional provocada por el alargamiento del fuselaje, el aumento de la cuerda alar y el incremento del peso bruto.

## Ventajas y desventajas

### Ventajas
Una de las principales ventajas de tener cuatro motores es la redundancia que ofrecen, lo que conlleva un aumento en la seguridad. Una sola falla de motor es mucho menos significativa, ya que los tres motores restantes suelen proporcionar la potencia suficiente para alcanzar cómodamente un aeropuerto alterno o continuar el vuelo, dependiendo de factores como la gravedad de la avería, altitud, carga de combustible y condiciones meteorológicas. Con el aumento en la fiabilidad de los motores a reacción, las tasas de fallas pueden ser tan bajas como 1 apagado en vuelo por cada 100.000 horas de motor, lo que reduce la importancia de esta ventaja.
Durante una falla de motor, la cantidad de potencia perdida en un avión con cuatro motores es proporcionalmente menor que en uno con tres o dos motores. Esto se debe a que tres de los cuatro motores seguirán funcionando, lo que representa una reducción del 25% en el empuje, comparado con el 33% en trirreactores y el 50% en birreactores. Esto puede observarse en el siguiente ejemplo que involucra al cuatrirreactor Boeing 747-400, el trirreactor McDonnell Douglas MD-11 y el birreactor Boeing 767-300ER. Con todos los motores operativos al peso máximo de despegue, los tres aviones tienen una relación potencia-peso de aproximadamente 1 a 3,4. Tras la falla de un motor, la relación cae a 1 a 4,7 (747-400), 1 a 5,5 (MD-11) y 1 a 6,6 (767-300ER). El Boeing 747-400 experimenta la menor degradación en el rendimiento, lo que lo hace más seguro en caso de falla de un motor.
Equipar un avión con cuatro motores también aumenta la potencia disponible, lo que permite transportar más pasajeros, mayores cargas útiles y lograr un mejor rendimiento. Esto fue especialmente importante en los primeros aviones a reacción, ya que los turbofán de bajo índice de derivación y turborreactores de la época eran mucho más débiles que los turbofán de alto índice de derivación modernos. El Pratt & Whitney JT3D de 1958 tenía un empuje de 17 libras (0,1 kN), mientras que motores modernos como el General Electric GE90 pueden generar más de 100 libras (0,4 kN) de empuje, haciendo que esta ventaja sea menos relevante hoy en día, ya que los aviones de gran tamaño ya no necesitan necesariamente cuatro motores.
Los aviones a reacción más grandes con cuatro motores se distinguen por tener las mayores capacidades de pasajeros: el Airbus A380 puede transportar hasta 853 pasajeros en una configuración de clase única. Esto les permite satisfacer la demanda en rutas extremadamente concurridas y, cuando se llenan con pasajeros para distribuir el costo, pueden ser muy rentables.

### Desventajas
Cuatro motores más pequeños consumen más combustible que dos motores grandes, lo que incrementa los costos operativos. Específicamente, el cuatrirreactor Boeing 747 consume 2,5 litros (0,66 galones estadounidenses) más de combustible por kilogramo (2,2 libras) de carga útil en comparación con el birreactor Boeing 787. Dado que el combustible de aviación representa una gran parte del costo total, esto hace que los cuatrirreactores sean menos atractivos para las aerolíneas, muchas de las cuales están enfocando su atención en tipos de aeronaves más eficientes.
Cuatro motores también implican mayores costos de mantenimiento, ya que cada uno debe ser inspeccionado y revisado regularmente. Aproximadamente la mitad de los costos de mantenimiento de una aeronave comercial derivan del mantenimiento rutinario de los motores, por lo que el gasto adicional de mantener cuatro motores es significativo.
La capacidad de un avión muy grande para transportar a un número elevado de pasajeros puede ser una desventaja cuando no se llenan todos los asientos. Esta es una tendencia emergente, especialmente porque la industria aérea ha estado pasando de un modelo radial a un modelo punto a punto. En el modelo radial, los pasajeros se trasladan desde puntos periféricos a grandes centros, lo que requiere aeronaves de alta capacidad. Por el contrario, el modelo punto a punto transporta a los pasajeros directamente desde el origen hasta el destino, distribuyéndolos entre distintas rutas y requiriendo menos asientos en las aeronaves utilizadas. Especialmente con la reciente[¿cuándo?] aparición de aerolíneas de bajo costo, que operan muchos vuelos punto a punto, es más difícil llenar los asientos de los aviones más grandes. Por esta razón, las flotas de aviones de fuselaje ancho de estas aerolíneas están dominadas por birreactores de menor capacidad y largo alcance, como el A330 y el 787.

## Historia

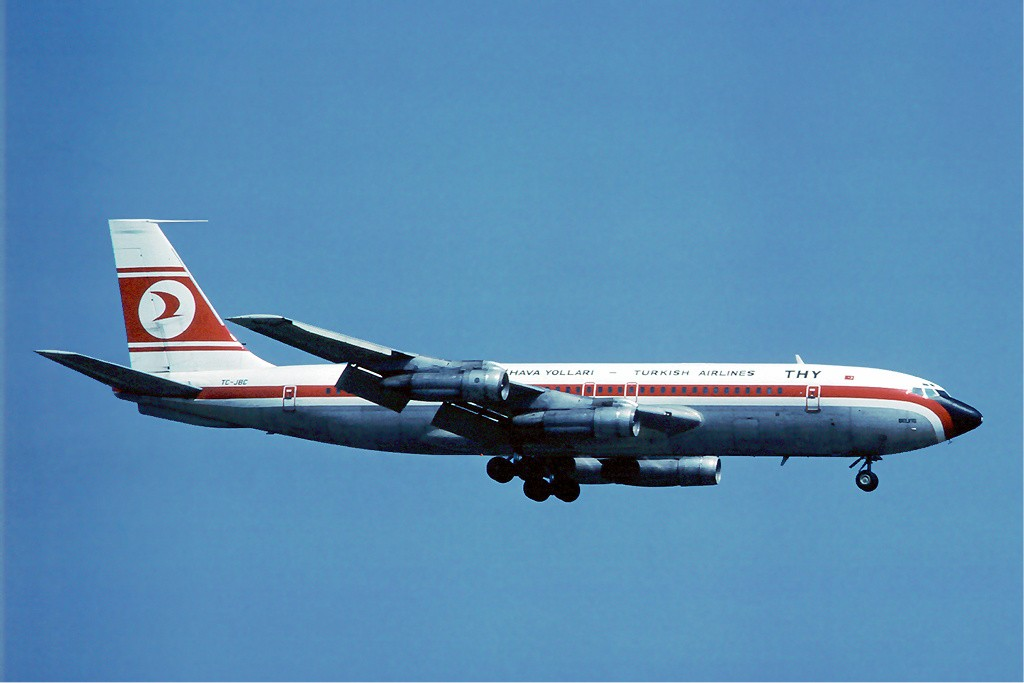
Un Boeing 707-120B, la primera variante de producción del 707

### Historia temprana
Antes de la Era del Jet, los aviones comerciales eran propulsados por motores de pistón. Las fallas de motor eran relativamente comunes, por lo que proporcionar redundancia con cuatro motores era importante para los vuelos de largo alcance. Esta necesidad se extendió al comienzo de la Era del Jet, y combinada con el empuje limitado de los primeros motores a reacción, era más práctico diseñar aviones comerciales grandes con cuatro motores. El primer avión comercial a reacción fue el De Havilland Comet, con cuatro motores, que voló por primera vez en 1949. Sin embargo, debido a una serie de accidentes fatales por fatiga de material entre 1953 y 1954, el Comet fue retirado del servicio. Esto dañó gravemente su reputación y fueron los modelos posteriores los que realmente se beneficiaron de las mejoras implementadas a raíz de estos incidentes. En 1958, Boeing introdujo el 707 y un año después, la Douglas presentó su DC-8, ambos también con cuatro motores. Ambos modelos fueron muy exitosos, y en particular el 707 es reconocido por impulsar el avance de la Era del Jet. Los grandes aviones comerciales prosperaron durante este periodo, operando frecuentemente tanto en rutas nacionales como internacionales.

### Décadas posteriores y declive gradual
Para la década de 1960, se hizo evidente que tener cuatro motores reducía la eficiencia del combustible. Esto no representaba un problema en rutas de largo alcance que transportaban a 300 o más pasajeros durante 8 a 12 horas, lo que permitía una alta relación costo por pasajero por milla. Por otro lado, los grandes aviones de cuatro motores eran menos adecuados para servicios de corto alcance frecuentes, que requerían múltiples despegues y aterrizajes diarios, consumiendo más combustible y transportando generalmente menos pasajeros por vuelo. Esto impulsó el desarrollo de grandes trirreactores y bimotores. Debido a las limitaciones tecnológicas de los motores, los bimotores de esa época eran pequeños y de alcance relativamente corto. La FAA también imponía la Regla de los 60 minutos, que prohibía a estos aviones volar a más de 60 minutos de un aeropuerto alterno debido a su menor redundancia de motores. Los trirreactores representaban un compromiso entre eficiencia de combustible y redundancia. En 1969, Boeing lanzó el 747. Apodado el "Jumbo Jet", fue el primer avión de fuselaje ancho, capaz de transportar significativamente más pasajeros que cualquier otro avión. Su capacidad y rendimiento no tuvieron igual, incluso tras el lanzamiento de aviones de fuselaje ancho con tres motores como el McDonnell Douglas DC-10 y el Lockheed L-1011 TriStar.

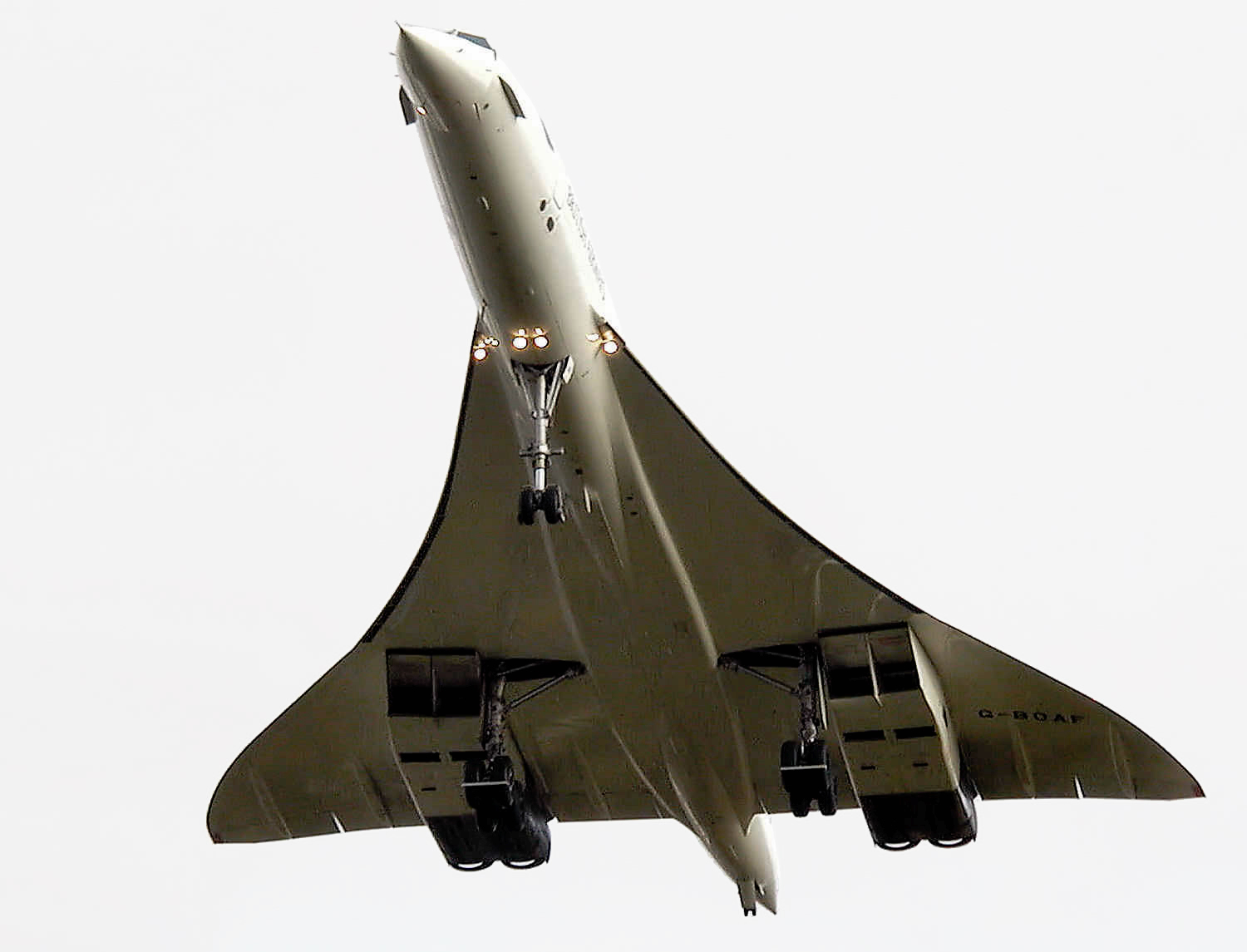
Concorde aterrizando, con sus cuatro motores montados bajo las alas.

En su propia categoría dentro de la aviación comercial, el avión supersónico Concorde comenzó a operar en 1976. Sus cuatro Rolls-Royce/Snecma Olympus 593 turbojets le permitían volar al doble de la velocidad del sonido. En el momento de su introducción, se consideraba el futuro del transporte aéreo. Sin embargo, debido principalmente a sus altos costos operativos y problemas de ruido, el Concorde nunca alcanzó el nivel de éxito previsto.
Cuando se introdujo el BAe 146 en 1983, fue inusual por ser un avión regional de corto alcance con cuatro motores. Su diseño finalmente permitió una operación más silenciosa y capacidades de despegue y aterrizaje cortos (STOL).
Durante la década de 1980, el aumento en la confiabilidad y potencia de los motores a reacción permitió a los bimotores volar con seguridad utilizando un solo motor. Esto llevó a la introducción de las certificaciones ETOPS para bimotores, permitiéndoles superar la Regla de los 60 minutos y volar rutas transoceánicas anteriormente reservadas para aviones de cuatro motores. La ventaja de tener cuatro motores ya no era necesaria y estos no podían competir con el menor consumo de combustible y los menores costos de mantenimiento de los bimotores con motores más potentes. Todos, excepto los aviones de cuatro motores más grandes como el Boeing 747, se volvieron antieconómicos, lo que llevó al retiro de los envejecidos 707 y DC-8 del servicio de pasajeros. No obstante, Boeing lanzó el 747-400 en 1989, que ofrecía gran capacidad (más de 300 pasajeros) y largo alcance, una combinación que los bimotores aún no podían igualar en ese momento, lo que lo convirtió en la variante más exitosa del 747. Airbus, tras finalizar conversaciones de colaboración con McDonnell Douglas, que luego produciría el MD-11 trirreactor de largo alcance, optó por lanzar el cuatrimotor A340 en 1993 como una variante de largo alcance del bimotor A330, ya que sus versiones iniciales compartían el mismo fuselaje y alas.

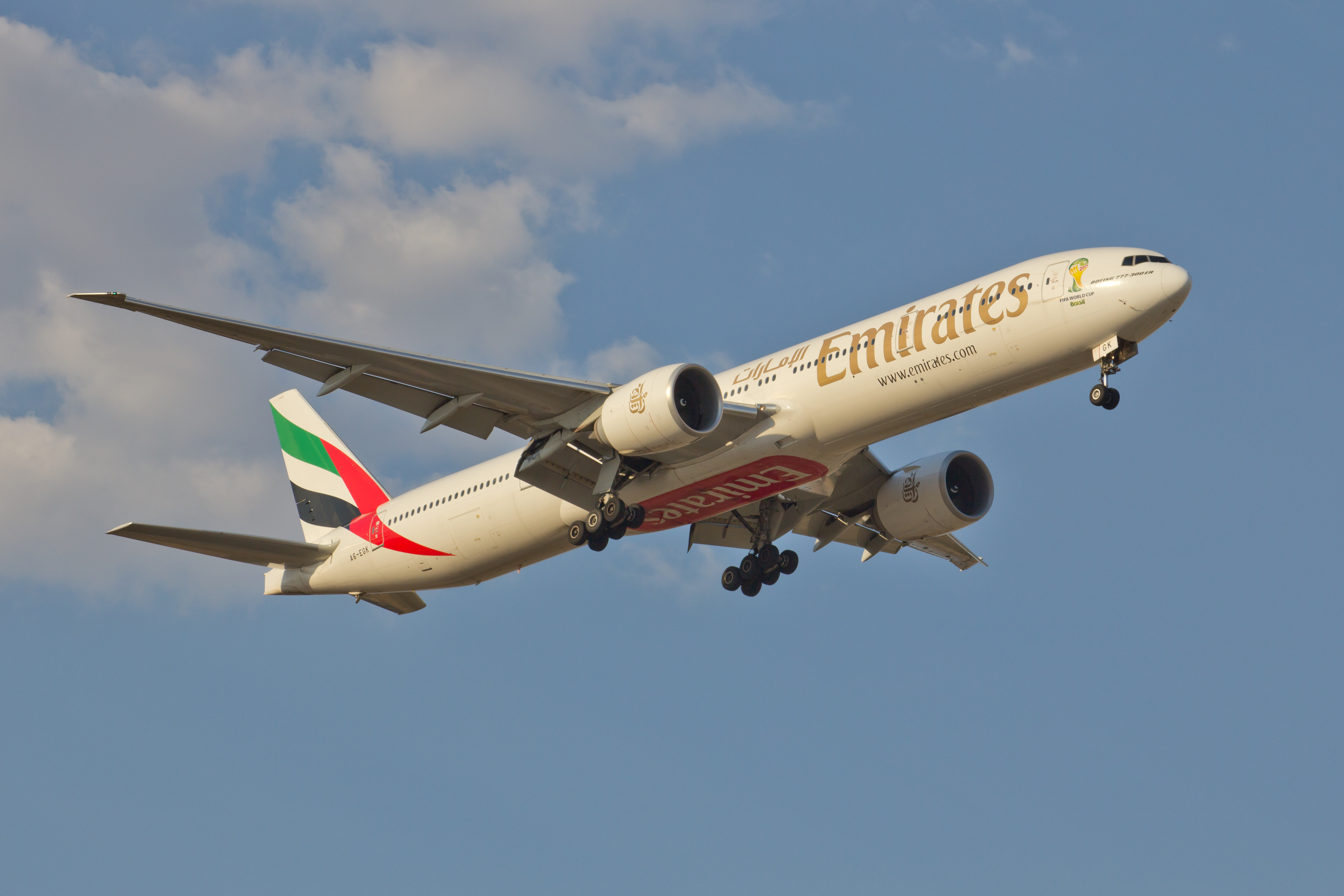
Grandes bimotores como este Boeing 777-300ER pueden igualar casi la capacidad de los mayores aviones de cuatro motores.

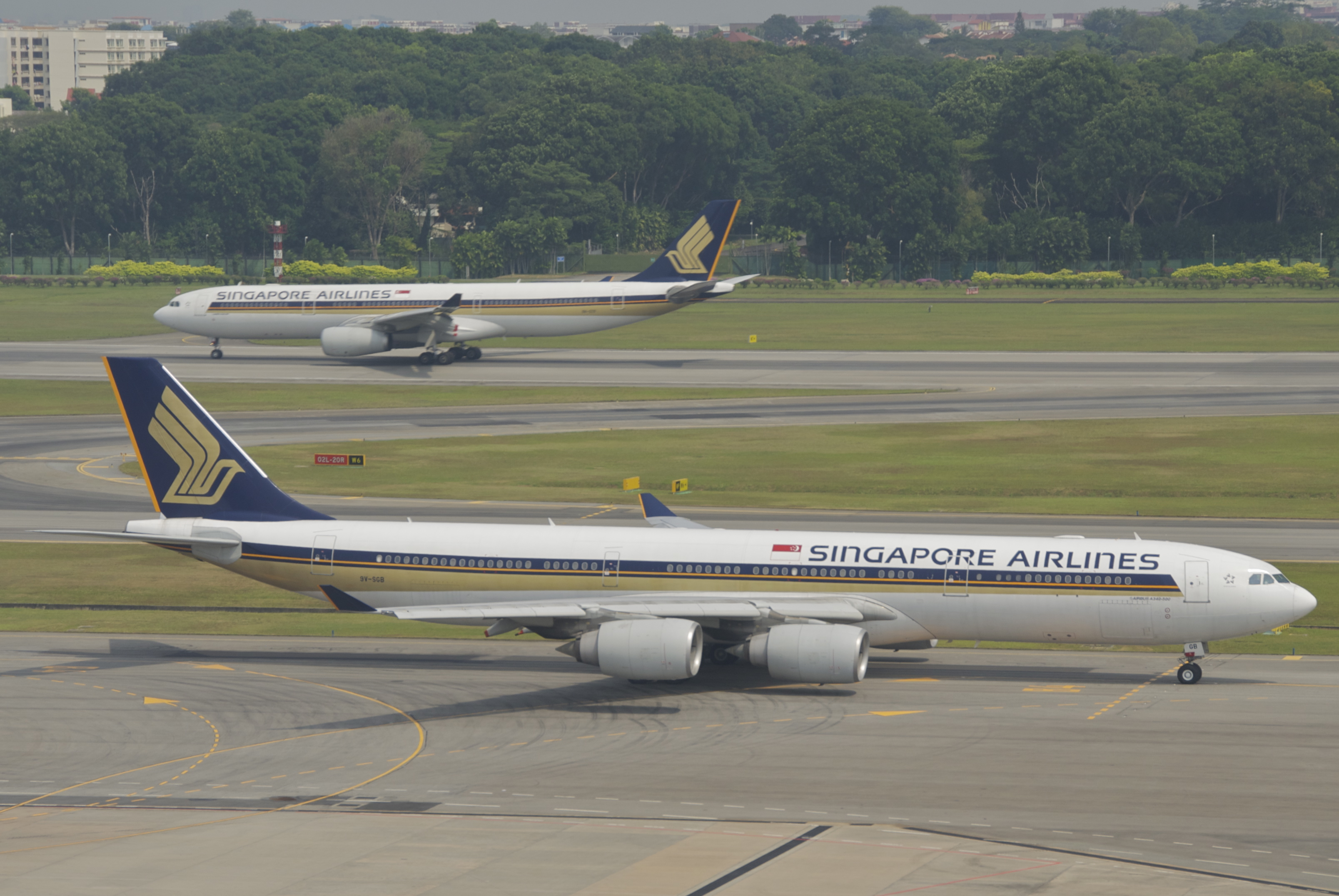
Utilizando la misma plataforma, Airbus pretendía introducir el cuatrimotor A340 para vuelos de largo alcance y el bimotor A330 para rutas más cortas. Si bien el A330 ha evolucionado para ser más capaz en vuelos de largo alcance, su "hermano mayor" A340 ha sido retirado en favor de soluciones más eficientes de dos motores como el Boeing 777 o su sucesor directo, el Airbus A350.

Entre las décadas de 1970 y 1990, bimotores, trirreactores y cuatrimotores compartían motores de salida similar, como el General Electric CF6, que equipaba al DC-10, MD-11, Boeing 767 y los Airbus A300, A310 y A330, además del Boeing 747. En ese entonces, se requerían más motores para mayores capacidades y alcance. Las ventajas de tener tres o cuatro motores se volvieron mucho menos significativas cuando se introdujo el bimotor Boeing 777 en 1995, equipado con el General Electric GE90, un motor diseñado específicamente y desarrollado con tecnologías avanzadas de turbofán de alto índice de derivación. El 777-200 original podía transportar más de 300 pasajeros, un aumento significativo respecto a bimotores anteriores como el 767, que generalmente transportaba entre 200 y 300 pasajeros. El desarrollo posterior del 777-300ER elevó la capacidad de pasajeros a casi 400, acercándose al 747 y superando al A340, siendo más eficiente y con menores costos de mantenimiento de motores. Airbus, al no tener mucho éxito con las versiones A340-500/600 impulsadas por el Rolls-Royce Trent 500, optó por el completamente nuevo A350XWB para competir contra el 777 y el 787 Dreamliner.
A principios de la década de 2000, la única ventaja restante de los aviones más grandes era su capacidad para transportar más pasajeros que los bimotores más grandes. En los años posteriores a los atentados del 11 de septiembre, el aumento en los precios del combustible y el declive de la industria aeronáutica incrementaron la necesidad de reducir los costos operativos y los gastos. La producción de la variante de pasajeros del 747-400 cesó en 2005 y las entregas del A340 cayeron a 11 unidades por año, ya que enfrentaban la competencia de bimotores más eficientes y de capacidad comparable.

### Situación actual

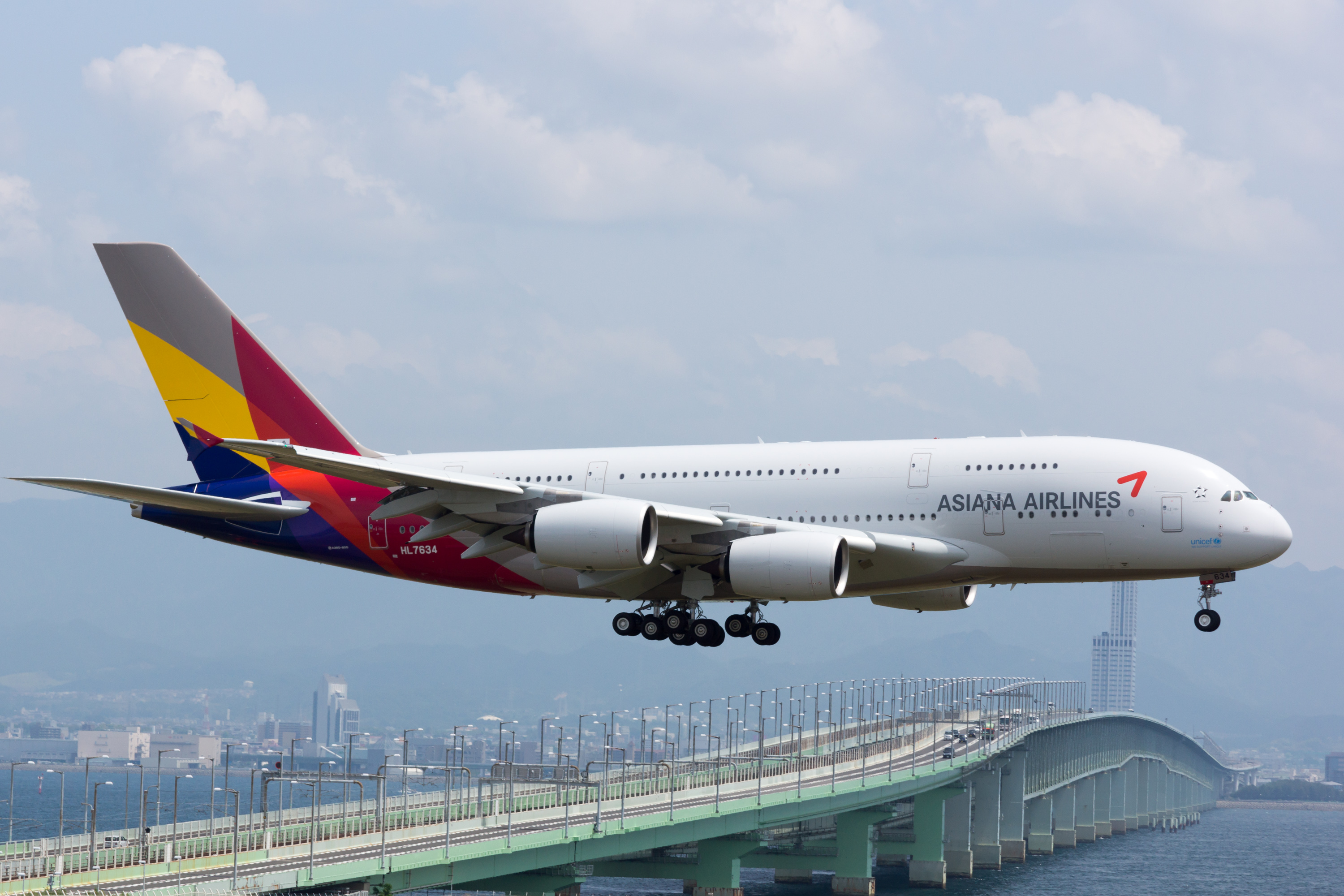
Un Airbus A380 de Asiana Airlines. El A380 es el avión de pasajeros más grande del mundo.

El uso de cuatro motores recibió un nuevo impulso en 2005, cuando Airbus introdujo el A380, actualmente el avión de pasajeros más grande del mundo. Fue diseñado para rutas con una demanda extremadamente alta, transportando típicamente a 575 pasajeros en dos cubiertas de longitud completa. Sin embargo, para 2018, Airbus solo había cumplido una cuarta parte de su proyección inicial de 1.200 ventas en dos décadas. Esto se atribuye a la tendencia moderna hacia los viajes punto a punto utilizando bimotores más pequeños pero altamente eficientes como el Airbus A350 y el Boeing 787, en lugar de un modelo hub and spoke que favorece aeronaves masivas como el A380. El mayor operador del A380, Emirates, obtiene beneficios de su flota porque su centro de operaciones principal está en el Aeropuerto Internacional de Dubái, donde muchas rutas de largo recorrido hacen escala. Esto facilita que Emirates llene los asientos de sus A380. Tras la reducción del último pedido de Emirates en febrero de 2019, Airbus anunció que la producción del A380 finalizaría en 2021.

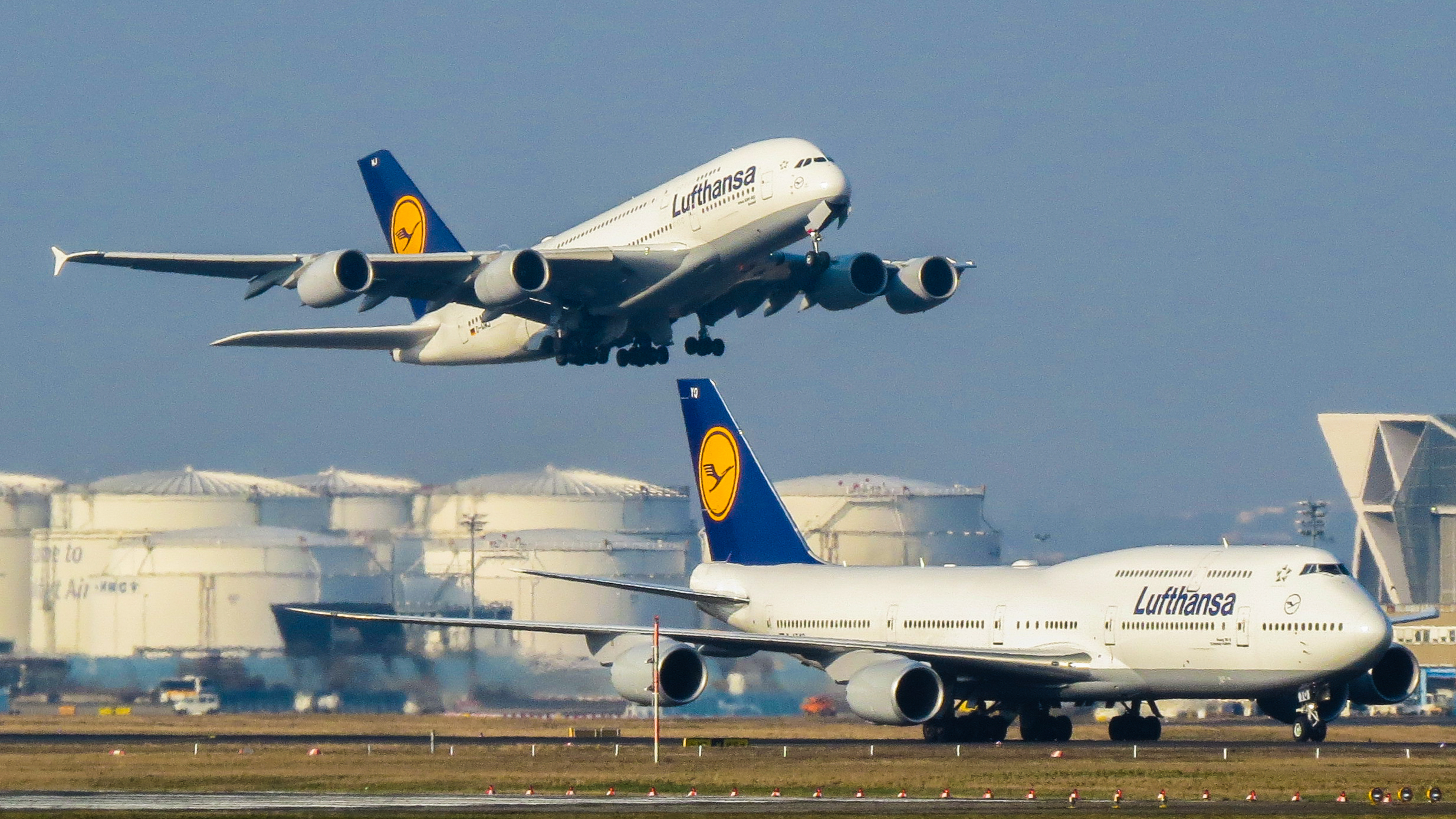
Algunas aerolíneas, como Lufthansa, han optado por usar tanto el Airbus A380 como el Boeing 747.

A medida que aumentó la potencia de los motores y disminuyó la demanda de capacidad, aeronaves bimotor como el Boeing 787 Dreamliner y el Airbus A350 XWB comenzaron a ocupar los mercados que tradicionalmente requerían cuatro motores.
En respuesta al A380, Boeing introdujo el 747-8 en 2011 como sucesor del 747-400. La variante de pasajeros 747-8I solo recibió 50 pedidos a 2018, mientras que la variante de carga 747-8F fue más exitosa con más de 100 pedidos. A 2018, el 747-8F no tiene rival en cuanto a alcance y carga útil, lo que lo convierte en una opción atractiva para las aerolíneas de carga.
Después del final de la producción del Airbus A380, el Boeing 747-8 también cesó su fabricación, con la última entrega realizada el 31 de enero de 2023, lo que significó que ya no quedaban en producción aviones de pasajeros con doble cubierta. Boeing atribuyó el retiro de sus flotas de 747 al impacto de la pandemia de COVID-19.

## Tipos actualmente en producción

### Aviones comerciales
- Ilyushin Il-96 (Producción limitada)

### Aviones militares
- Ilyushin Il-76
- Kawasaki P-1
- Xian Y-20